# 休戈·「赫利」·瑞斯
休戈·「赫利」·瑞斯（Hugo "Hurley" Reyes），是美國廣播公司懸疑類電視連續劇《迷失》的角色之一，由霍赫·加西亞（Jorge Garcia）飾演。

## 大眾文化
美國另類搖滾組合威瑟樂團將他們2011年的專輯命名為《赫利》，並以赫利飾演者霍赫·加西亞作為專輯封面。 
大量樂透玩家利用《迷》中赫利使用的神秘數字4 8 15 16 23 42購買彩票。